# Großschafhausen
Großschafhausen ist ein Ortsteil der Gemeinde Schwendi im Landkreis Biberach in Oberschwaben.

## Geschichte
Das Pfarrdorf liegt im Tal der Rot, zwei Kilometer nördlich von Schwendi.
Im Jahre 1182 findet sich eine erste urkundliche Erwähnung als „Schafhusen“ im Besitz des Klosters Rot an der Rot. Wechselnde Zugehörigkeiten zum Kloster Rot an der Rot und Ochsenhausen bestimmten bis 1825 die Geschichte des Ortes. In diesem Jahre erfolgt die Eingliederung des Ortes in das Königreich Württemberg.
Während des Dreißigjährigen Krieges wurde der Ort im Jahre 1634 gebrandschatzt und geplündert. Zusammen mit dem Auftreten der Pest führte das dazu, dass der Ort zum Ende des Krieges ausgestorben war. Danach fand eine Wiederbesiedlung durch Auswanderer aus Tirol statt.
Kurz vor Kriegsende des Zweiten Weltkriegs, am Montag, dem 16. April 1945 wurden bei einem Bombenangriff mehrere Gebäude des kleinen Ortes schwer beschädigt. Dabei starben elf Menschen.
Am 1. Januar 1972 wurde Großschafhausen nach Schwendi eingemeindet.

## Bevölkerungsentwicklung
Es handelt sich um Einwohnerzahlen nach dem jeweiligen Gebietsstand bis 1970 und ohne die heute zugehörigen Ortsteile. Die Zahlen sind Volkszählungsergebnisse oder amtliche Fortschreibungen mit Archivierungen des LEO-BW Online-Informationssystems für Baden-Württemberg.
| Jahr      | 1852 | 1871 | 1880 | 1890 | 1900 | 1910 | 1925 | 1933 | 1939 | 1950 | 1956 | 1961 | 1970 |
| Einwohner | 278  | 240  | 253  | 236  | 214  | 275  | 292  | 259  | 229  | 340  | 332  | 358  | 476  |

## Sehenswertes
- Römisch-katholische Pfarrkirche St. Magdalena, 1726
- Amtsgebäude, 1839

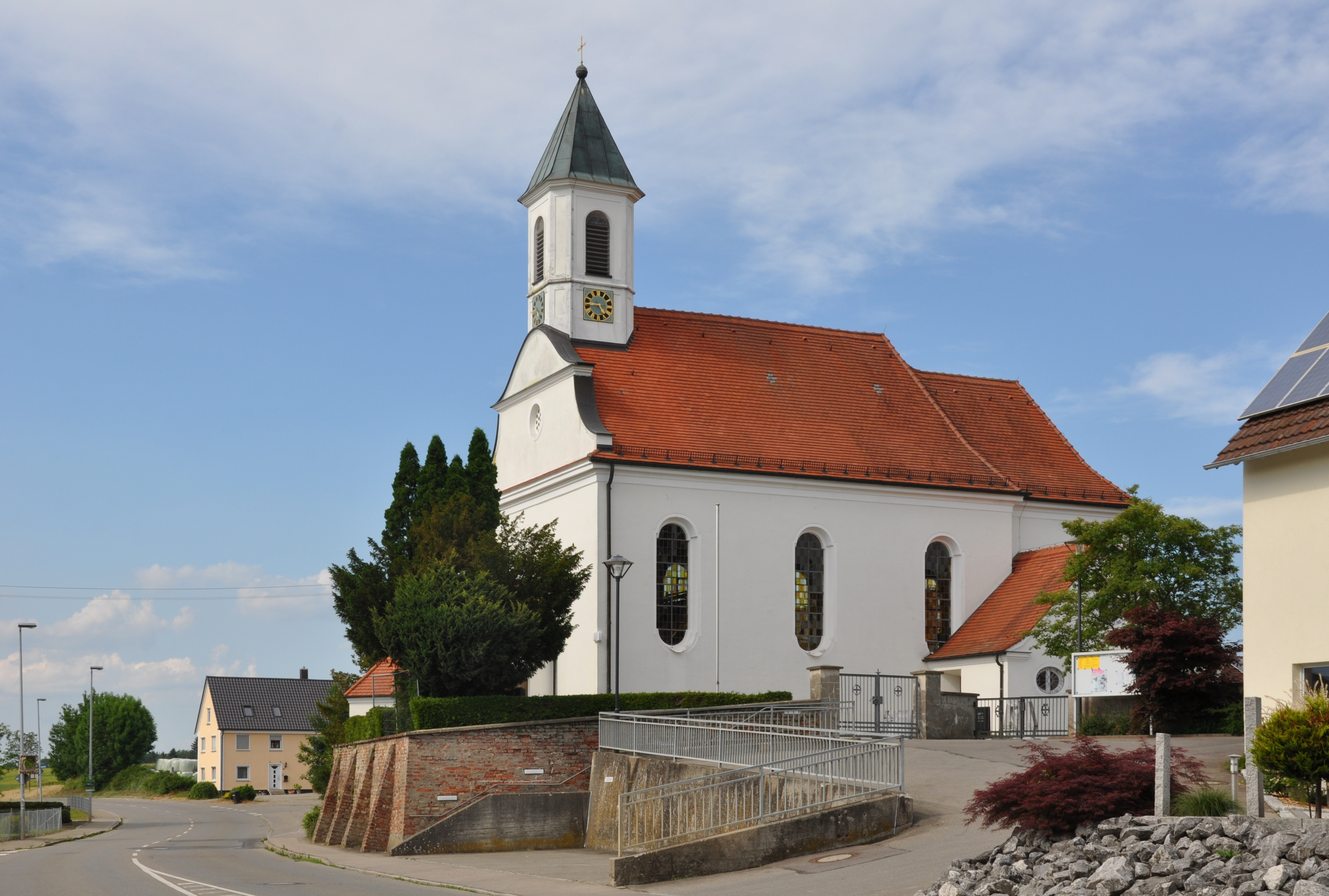
Katholische Kirche St. Magdalena
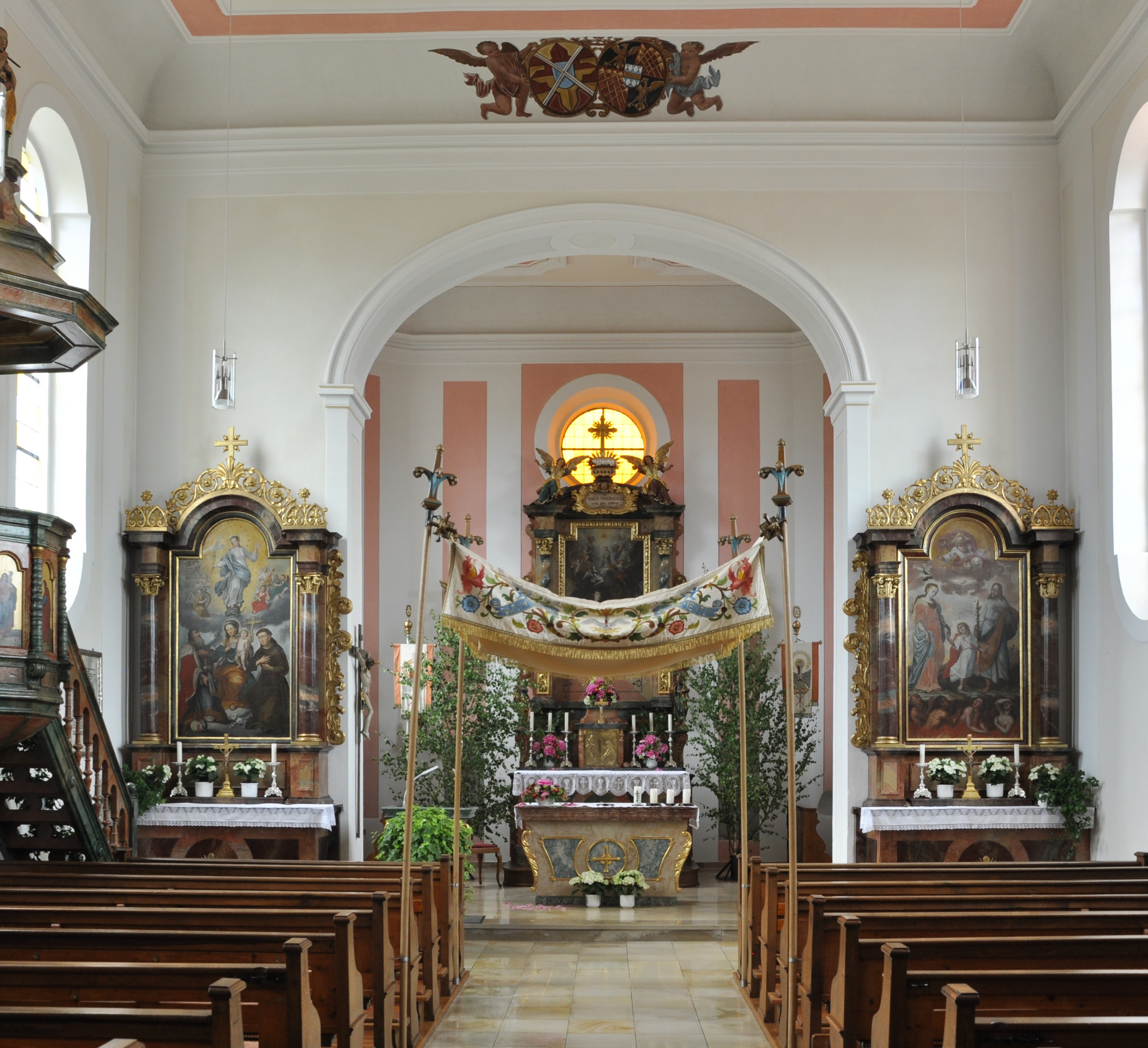
Blick auf den Chor der Kirche
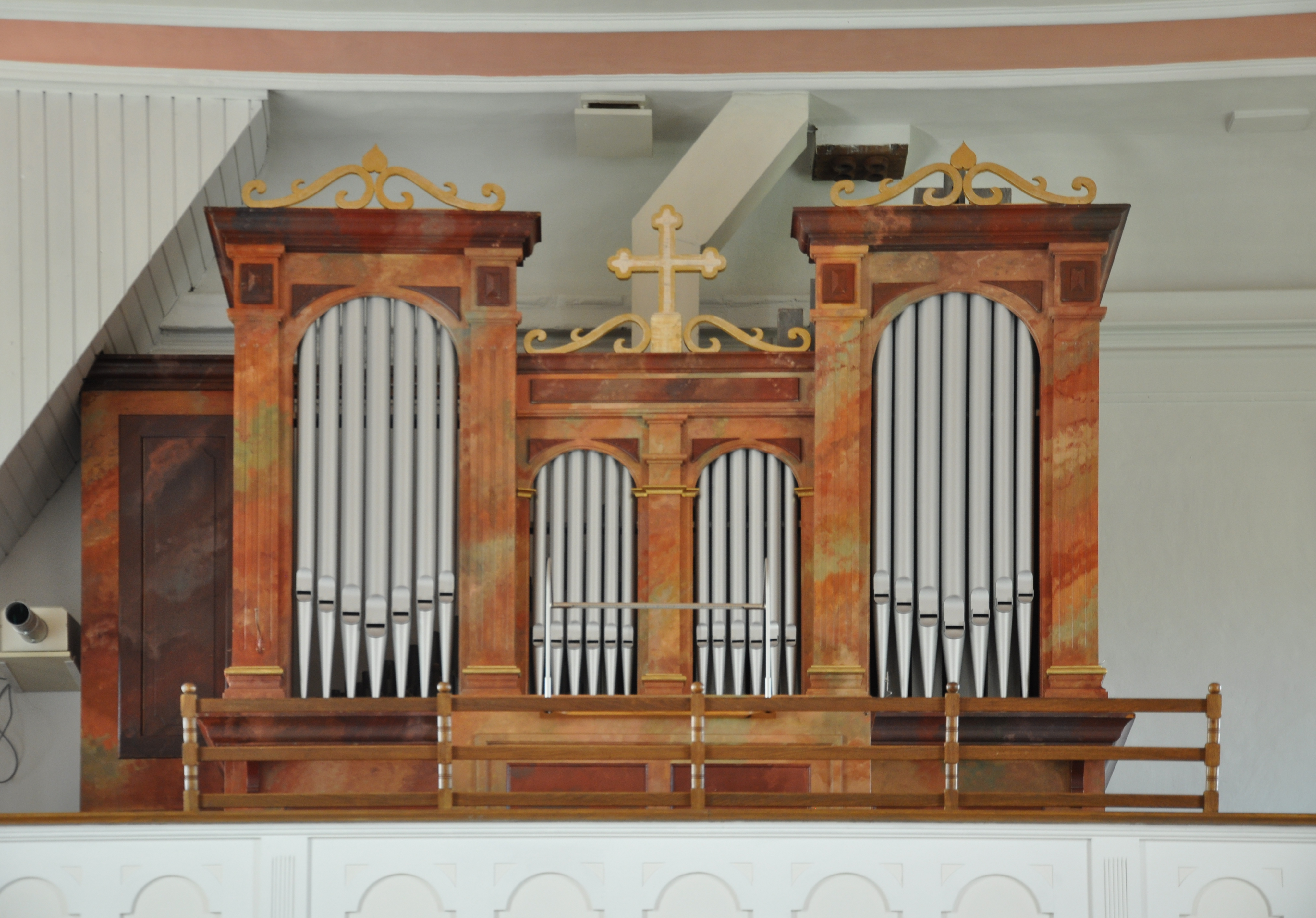
Kirchenorgel
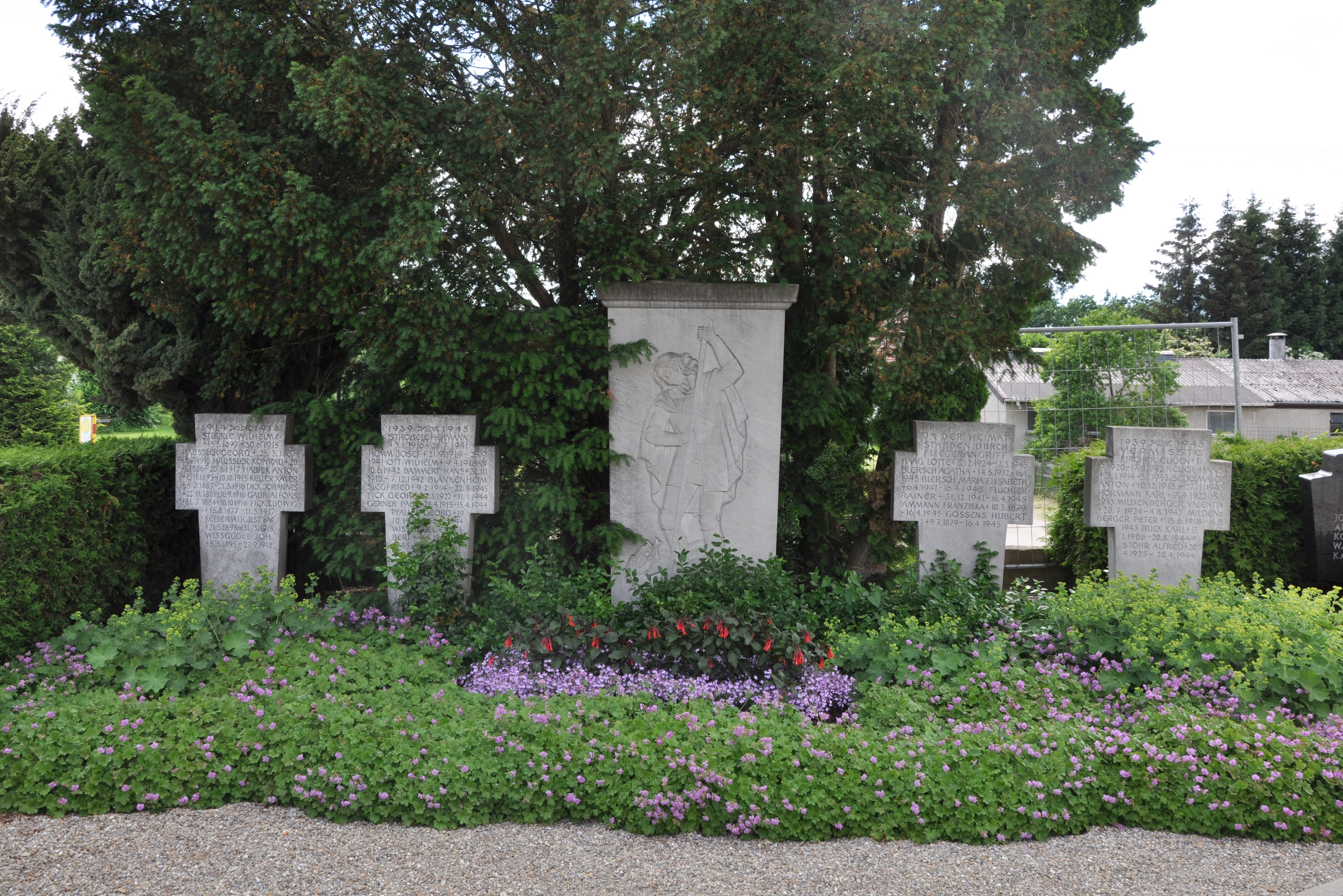
Gefallenendenkmal vom Ersten und Zweiten Weltkrieg
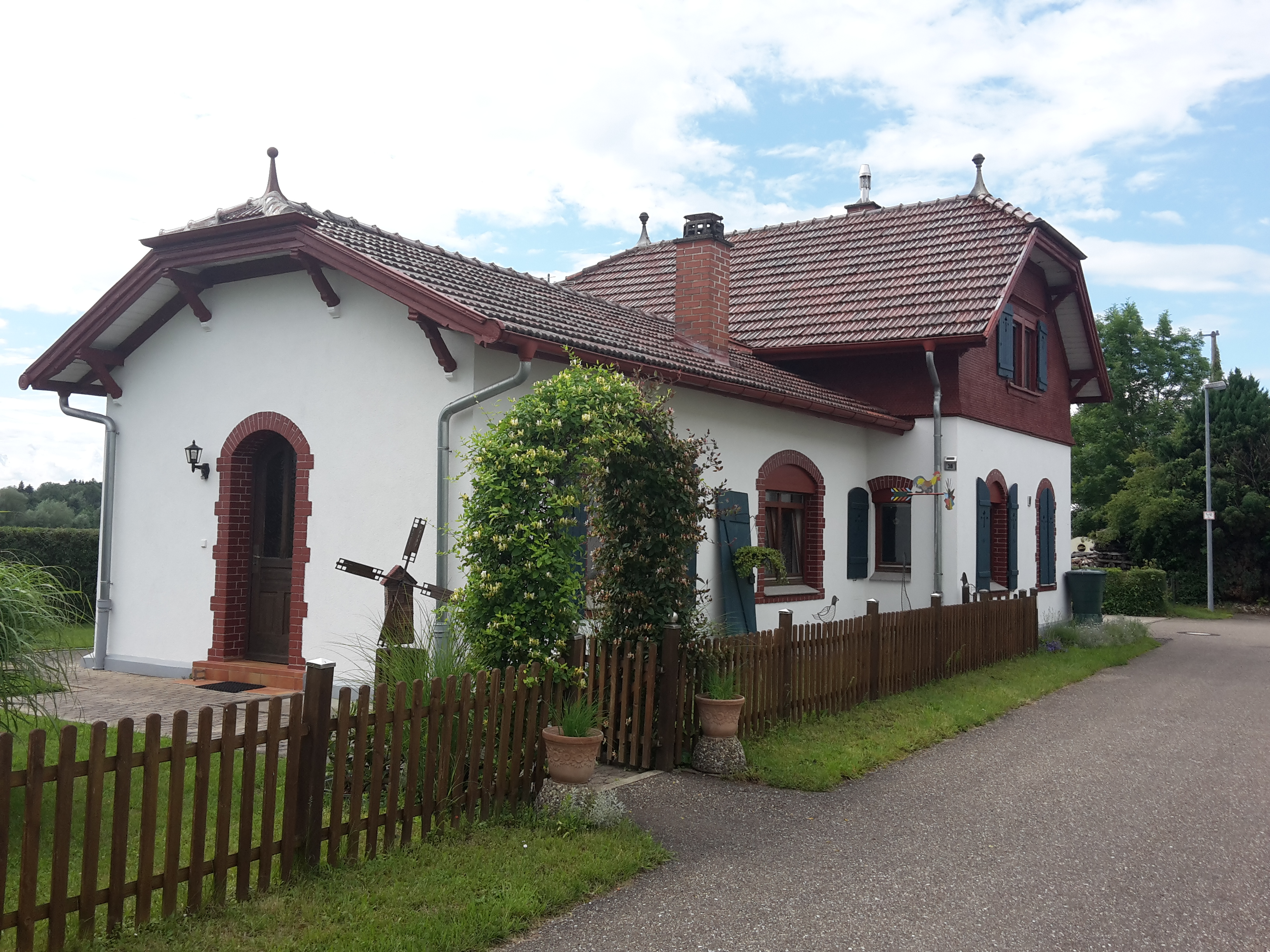
Bahnhofsgebäude Großschafhausen-Wain

## Persönlichkeiten
- Andreas Scheffold (1854–unbekannt), württembergischer Oberamtmann